# Bjørn Myhre

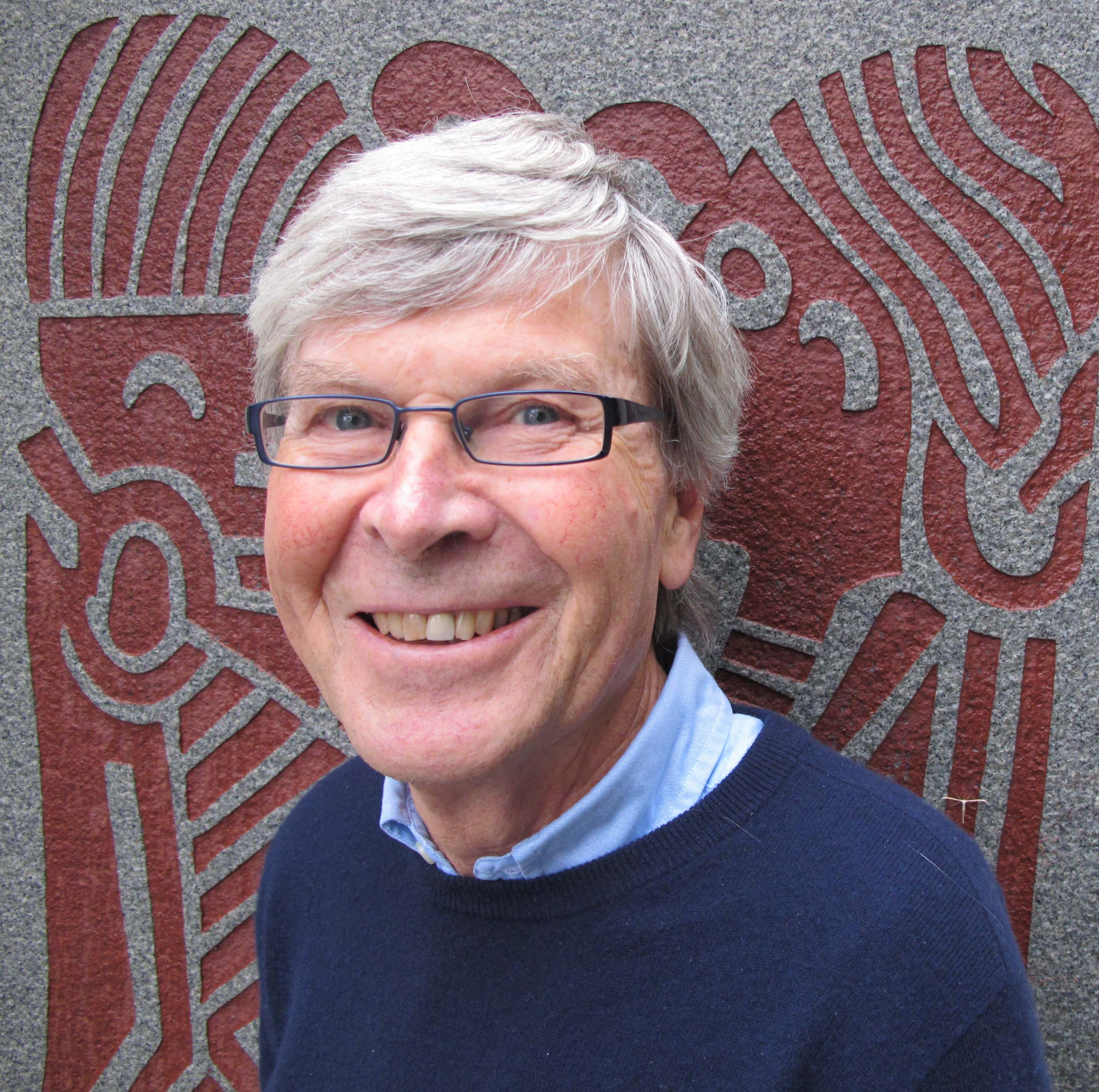
Bjørn Myhre

Bjørn Myhre, född 18 juli 1938 i Time i Norge, död 28 september 2015, var en norsk arkeolog.
Myhre blev mag.art. i nordisk arkeologi 1964. Han var konservator vid Stavanger museum 1965–1968, förstekonservator vid Historisk museum, Universitetet i Bergen 1968–1985, professor i nordisk arkeologi vid Universitetet i Oslo 1985–1993. 1993–1998 var han direktör vid Arkeologisk museum i Stavanger, varefter han blev seniorforskare på samma plats.
Myhre har bland annat skrivit Jernalderens bosetningshistorie i Høyland fjellbygd (1972), Gårdsanlegget på Ullandhaug. Gårdshus i jernalder og tidlig middelalder i Sørvest-Norge (1980), Sola og Madla i førhistorisk tid (1981) och Osebergdronningens grav (1992, med Arne Emil Christensen och Anne Stine Ingstad), Før Viken ble Norge : Borregravfeltet som religiøs og politisk arena (2015) (Norske oldfunn XXXI).